# Вільянуева-дель-Дуке
Вільянуева-дель-Дуке (ісп. Villanueva del Duque) — муніципалітет в Іспанії, у складі автономної спільноти Андалусія, у провінції Кордова. Населення — 1618 осіб (2010).
Муніципалітет розташований на відстані близько 250 км на південний захід від Мадрида, 60 км на північ від Кордови.
На території муніципалітету розташовані такі населені пункти: (дані про населення за 2010 рік)
- Мохонера: 2 особи
- Вільянуева-дель-Дуке: 1616 осіб

## Демографія
Динаміка населення (INE ):

## Галерея зображень

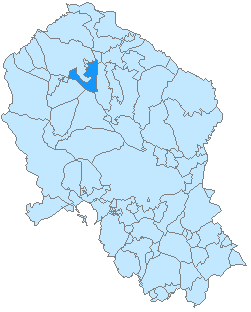
Розташування муніципалітету у провінції Кордова